# Monchy-le-Preux
Monchy-le-Preux est une commune française située dans le département du Pas-de-Calais en région Hauts-de-France. Ses habitants sont appelés les Monchyssois. La commune est membre de la communauté urbaine d'Arras.
La commune fait partie des villages labellisés Village Patrimoine, qui œuvrent à mettre en avant leurs patrimoines matériels et/ou immatériels (historique, culturel, naturel, architectural, etc.).

## Géographie

### Localisation
Localisée dans le sud-est du département du Pas-de-Calais, Monchy-le-Preux est une commune bordée au sud par le Cojeul et située, à vol d'oiseau, à 8 km au sud-ouest de la commune d’Arras (chef-lieu d'arrondissement et préfecture du Pas-de-Calais).
Le territoire de la commune est limitrophe de ceux de sept communes.
Les communes limitrophes sont  Boiry-Notre-Dame, Fampoux, Feuchy, Guémappe, Pelves, Vis-en-Artois et Wancourt.

### Géologie et relief

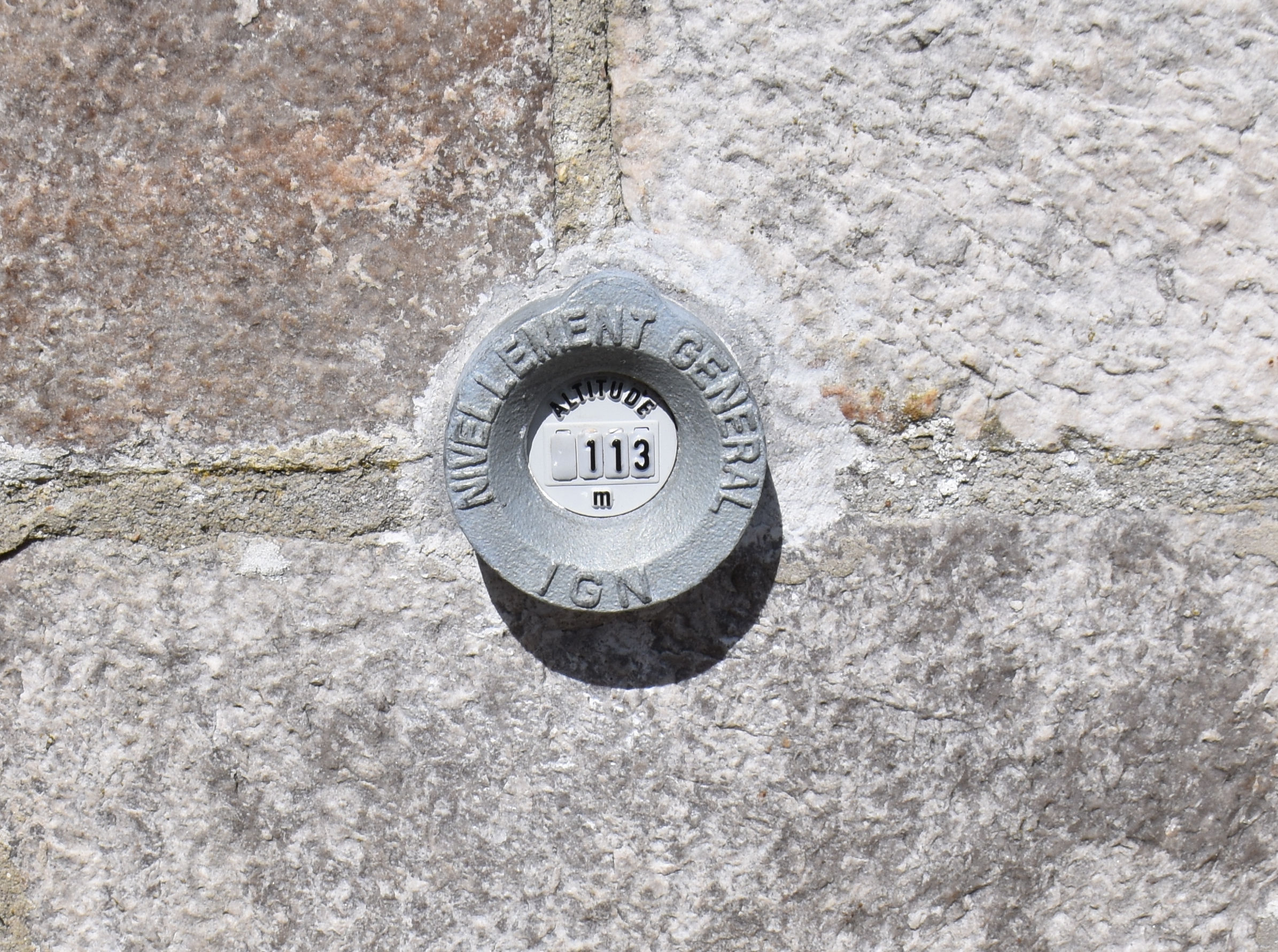

La superficie de la commune est de 9,26 km2 ; son altitude varie de 52  à   113 m comme le montre la photo de la borne de nivellement ci-contre sur le mur de l'église.

### Hydrographie
Le territoire de la commune est situé dans le bassin Artois-Picardie.
La commune est traversée par le Cojeul, cours d'eau de 25 km, qui prend sa source dans la commune de Douchy-lès-Ayette et se jette dans la Sensée au niveau de la commune d'Éterpigny.

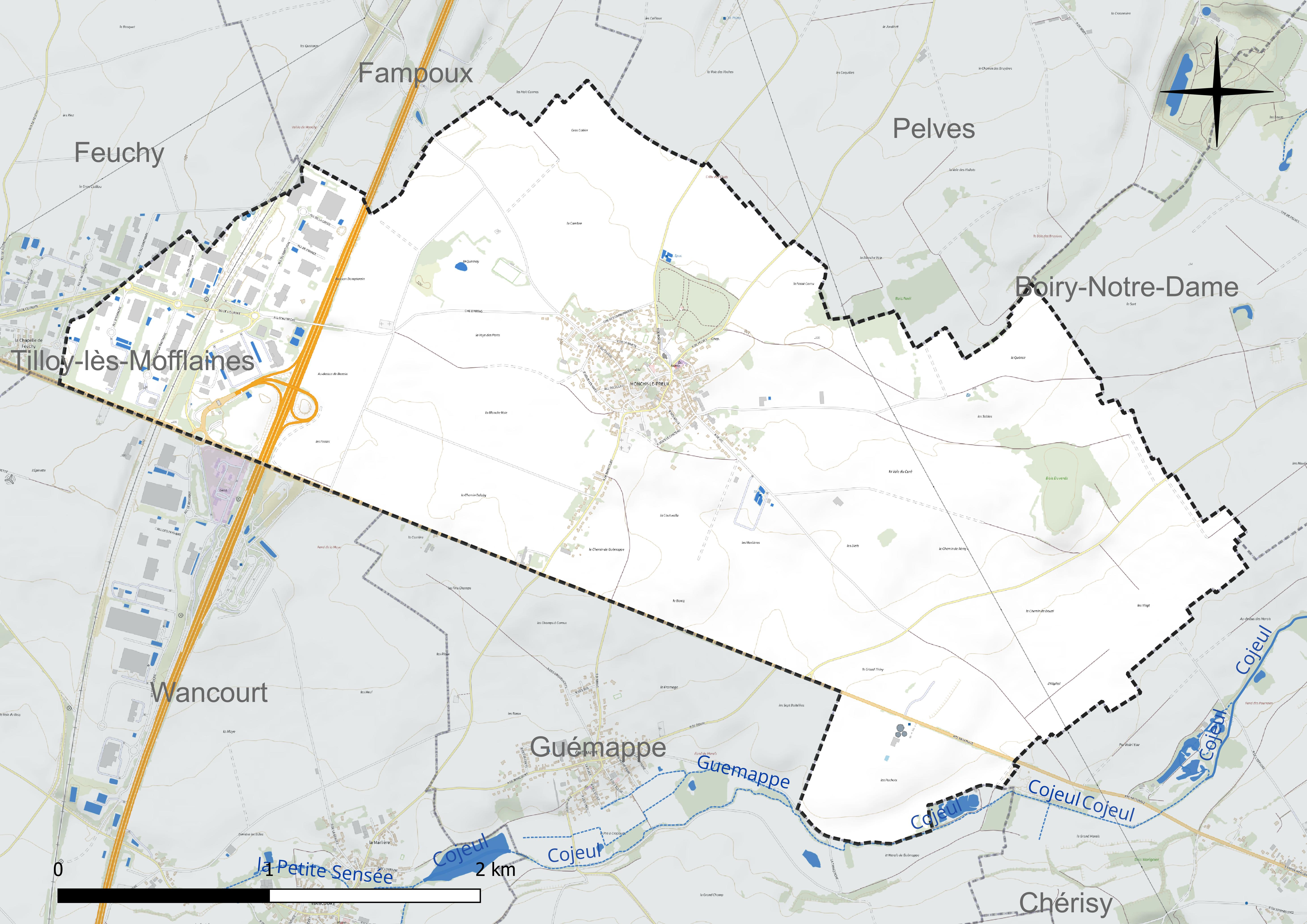
Réseau hydrographique de Monchy-le-Preux.

### Climat
Pour des articles plus généraux, voir Climat des Hauts-de-France et Climat du Nord-Pas-de-Calais.
En 2010, le climat de la commune est de type climat océanique dégradé des plaines du Centre et du Nord, selon une étude du CNRS s'appuyant sur une série de données couvrant la période 1971-2000. En 2020, Météo-France publie une typologie des climats de la France métropolitaine dans laquelle la commune est exposée à un climat océanique et est dans la région climatique Nord-est du bassin Parisien, caractérisée par un ensoleillement médiocre, une pluviométrie moyenne régulièrement répartie au cours de l’année et un hiver froid (3 °C).
Pour la période 1971-2000, la température annuelle moyenne est de 10,1 °C, avec une amplitude thermique annuelle de 14,5 °C. Le cumul annuel moyen de précipitations est de 735 mm, avec 11,2 jours de précipitations en janvier et 9,1 jours en juillet. Pour la période 1991-2020, la température moyenne annuelle observée sur la station météorologique la plus proche, située sur la commune de Wancourt à 3 km à vol d'oiseau, est de 10,8 °C et le cumul annuel moyen de précipitations est de 711,4 mm,. Pour l'avenir, les paramètres climatiques de la commune estimés pour 2050 selon différents scénarios d'émission de gaz à effet de serre sont consultables sur un site dédié publié par Météo-France en novembre 2022.
| Mois                                  | jan.             | fév.             | mars          | avril         | mai             | juin           | jui.          | août          | sep.          | oct.          | nov.            | déc.             | année      |
| ------------------------------------- | ---------------- | ---------------- | ------------- | ------------- | --------------- | -------------- | ------------- | ------------- | ------------- | ------------- | --------------- | ---------------- | ---------- |
| Température minimale moyenne (°C)     | 1,3              | 1,4              | 3,4           | 5,1           | 8,4             | 11,2           | 13,1          | 13,1          | 10,7          | 7,9           | 4,4             | 1,9              | 6,8        |
| Température moyenne (°C)              | 3,8              | 4,3              | 7,2           | 10            | 13,3            | 16,2           | 18,4          | 18,4          | 15,4          | 11,5          | 7,2             | 4,3              | 10,8       |
| Température maximale moyenne (°C)     | 6,2              | 7,2              | 11            | 14,9          | 18,1            | 21,2           | 23,6          | 23,7          | 20,1          | 15,2          | 9,9             | 6,7              | 14,8       |
| Record de froid (°C) date du record   | −14,1 12.01.1987 | −13,3 07.02.1991 | −9,4 13.03.13 | −4,4 20.04.17 | −1,3 07.05.1997 | 2,3 05.06.1991 | 5,1 31.07.15  | 4,4 02.08.15  | 0,5 30.09.18  | −4 24.10.03   | −8,6 24.11.1998 | −12,8 29.12.1996 | −14,1 1987 |
| Record de chaleur (°C) date du record | 14,9 09.01.15    | 18,2 26.02.19    | 24,3 31.03.21 | 26,8 20.04.18 | 30,5 12.05.1998 | 34,4 18.06.22  | 41,7 25.07.19 | 37,6 06.08.03 | 34,6 15.09.20 | 29,3 01.10.11 | 19,9 07.11.15   | 16,1 07.12.00    | 41,7 2019  |
| Précipitations (mm)                   | 56,7             | 48,7             | 50,2          | 42,7          | 61              | 60,9           | 64,9          | 62,9          | 57,6          | 65,4          | 64              | 76,4             | 711,4      |

### Milieux naturels et biodiversité

#### Zones naturelles d'intérêt écologique, faunistique et floristique
L’inventaire des zones naturelles d'intérêt écologique, faunistique et floristique (ZNIEFF) a pour objectif de réaliser une couverture des zones les plus intéressantes sur le plan écologique, essentiellement dans la perspective d’améliorer la connaissance du patrimoine naturel national et de fournir aux différents décideurs un outil d’aide à la prise en compte de l’environnement dans l’aménagement du territoire.
Le territoire communal comprend une ZNIEFF de type 1 : le marais de Wancourt-Guemappe, d’une superficie de 76 ha et d'une altitude variant de 51  à   70 mètres. Ce site constitue un vaste espace humide entouré par de l’agriculture intensive, il est composé d’un complexe de prairies alluviales anciennement exploitées, à courtes périodes d’inondations et est souvent asséché l'été.
et une ZNIEFF de type 2 : le complexe écologique de la vallée de la Sensée, d’une superficie de 50,53 km2 et d'une altitude variant de 30  à   45 mètres. Cette ZNIEFF de la vallée de la Sensée s’étend sur plus de 20 kilomètres depuis les communes de Remy et Haucourt jusqu’à la confluence de la rivière canalisée avec l’Escaut. Elle forme une longue dépression à fond tourbeux, creusée entre des plateaux aux larges ondulations ; Ostrevent au Nord, bas-Artois au Sud et Cambrésis à l’Est.

Carte des ZNIEFF de type 1 et 2 sur la commune
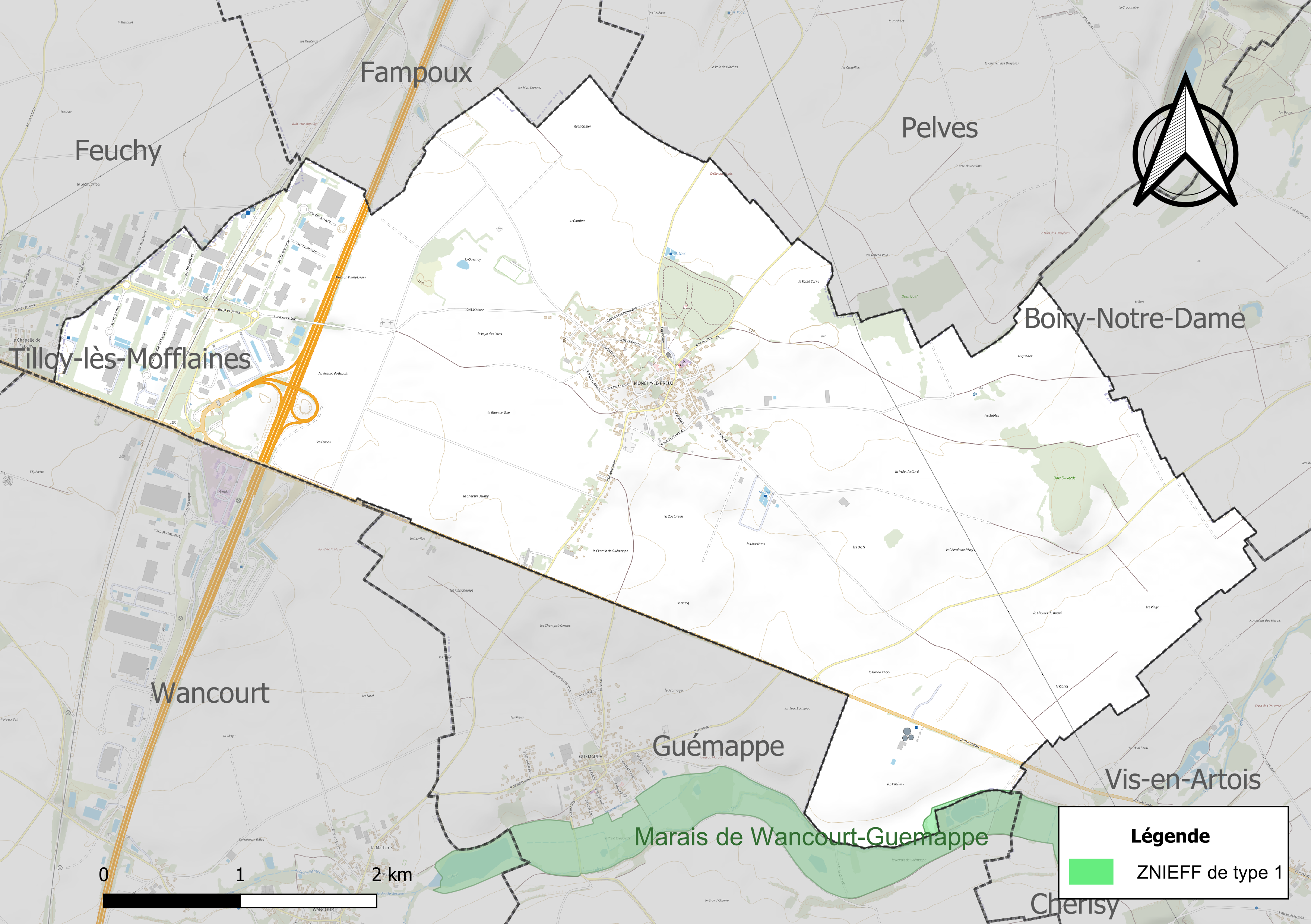
Carte de la ZNIEFF de type 1 sur la commune.
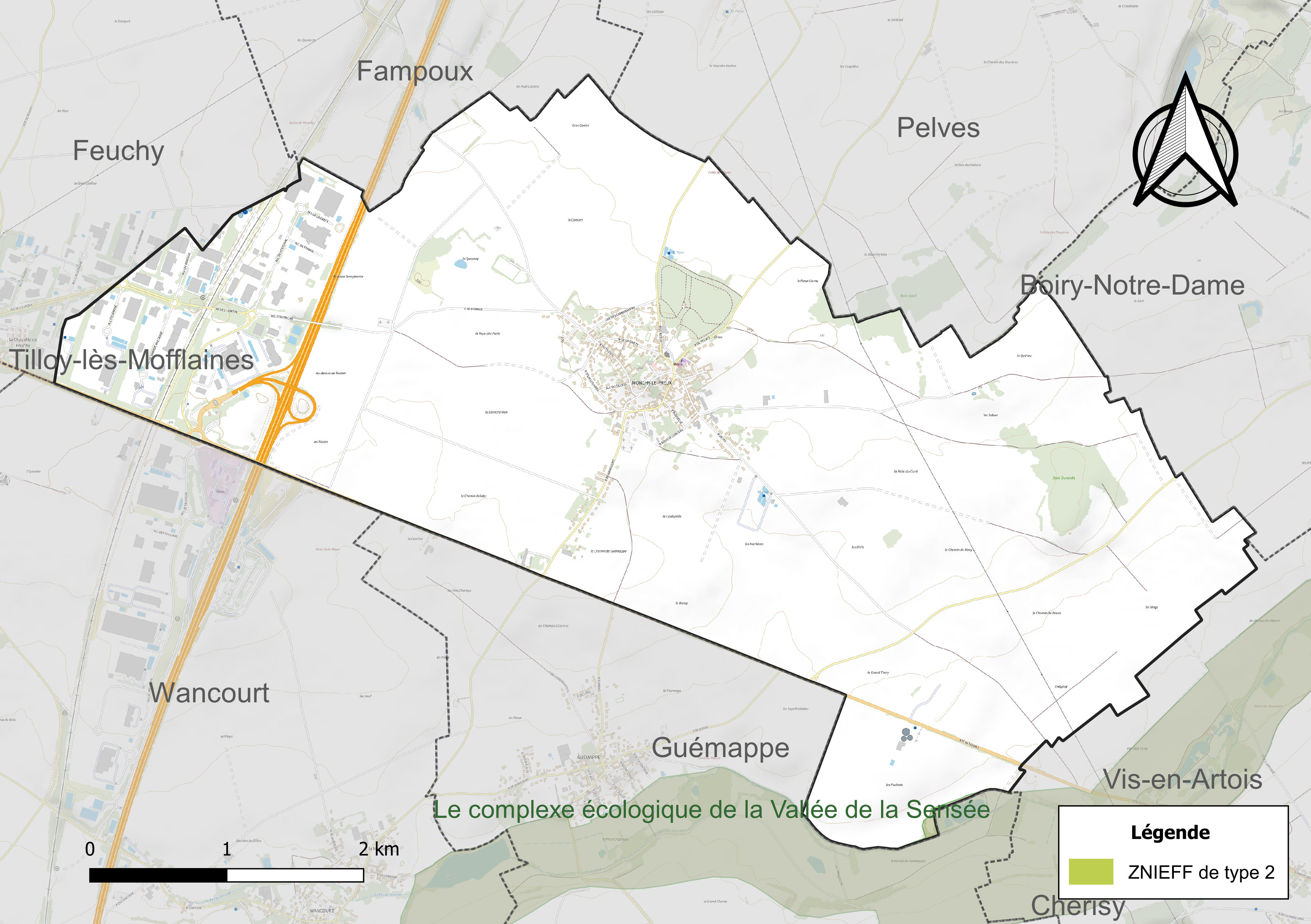
Carte de la ZNIEFF de type 2 sur la commune.

#### Espèces faunistiques et floristiques
L’Inventaire national du patrimoine naturel (INPN) recense plusieurs espèces faunistiques et floristiques sur le territoire de la commune dont certaines sont protégées et d’autres menacées et quasi-menacées.

## Urbanisme

### Typologie
Au 1er janvier 2024, Monchy-le-Preux est catégorisée commune rurale à habitat dispersé, selon la nouvelle grille communale de densité à sept niveaux définie par l'Insee en 2022.
Elle est située hors unité urbaine. Par ailleurs la commune fait partie de l'aire d'attraction d'Arras, dont elle est une commune de la couronne,. Cette aire, qui regroupe 163 communes, est catégorisée dans les aires de 50 000 à moins de 200 000 habitants,.

### Occupation des sols
L'occupation des sols de la commune, telle qu'elle ressort de la base de données européenne d’occupation biophysique des sols Corine Land Cover (CLC), est marquée par l'importance des territoires agricoles (83,6 % en 2018), en diminution par rapport à 1990 (94,9 %). La répartition détaillée en 2018 est la suivante : 
terres arables (80,4 %), zones industrielles ou commerciales et réseaux de communication (11,8 %), zones urbanisées (4,5 %), zones agricoles hétérogènes (3,2 %). L'évolution de l’occupation des sols de la commune et de ses infrastructures peut être observée sur les différentes représentations cartographiques du territoire : la carte de Cassini (XVIIIe siècle), la carte d'état-major (1820-1866) et les cartes ou photos aériennes de l'IGN pour la période actuelle (1950 à aujourd'hui).

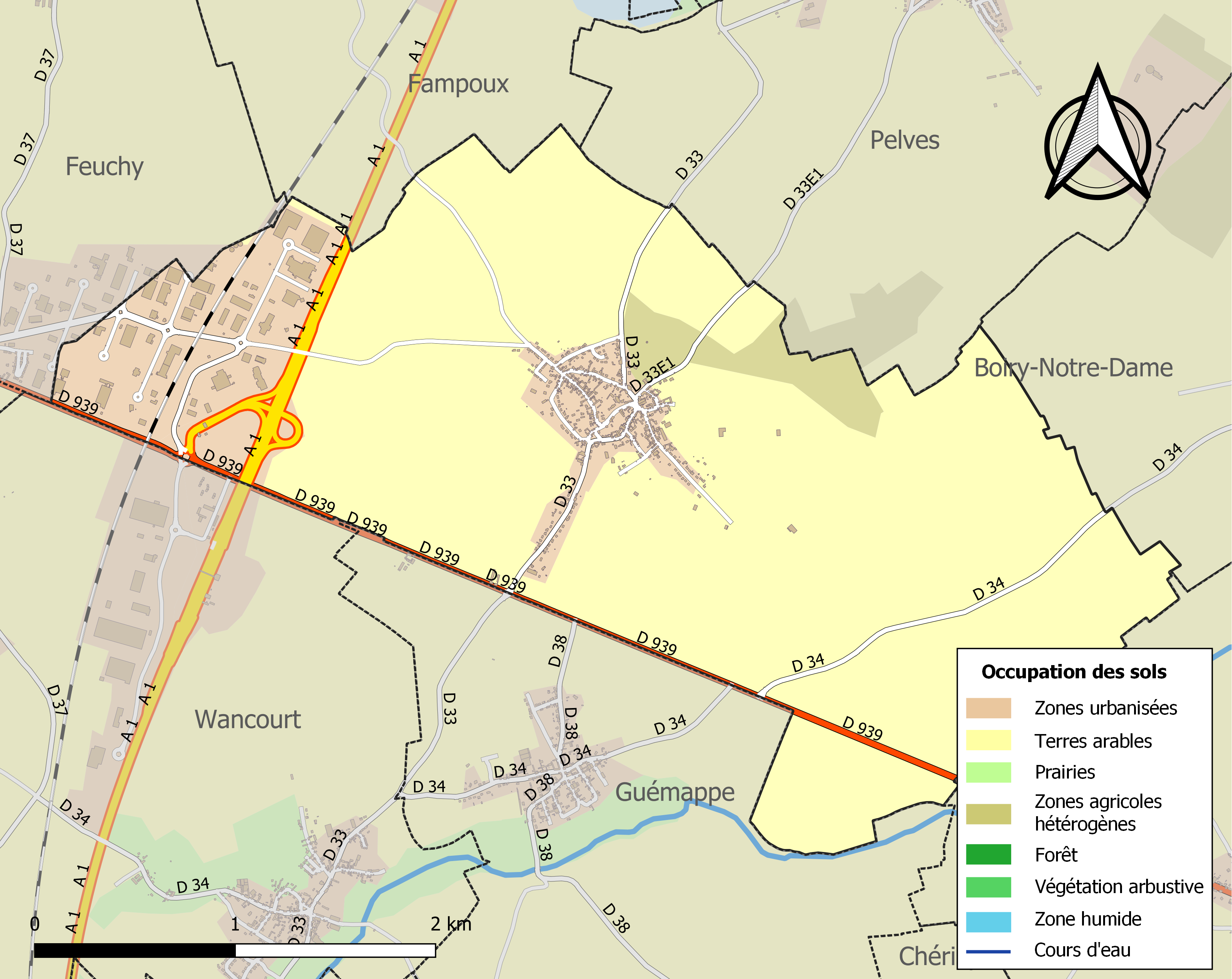
Carte des infrastructures et de l'occupation des sols de la commune en 2018 (CLC).

## Toponymie
Le nom de la localité est attesté sous les formes Monchiacum en 1235 ; Monchi le Perreus en 1261 ; Monchiacum Petrosum en 1270 ; Monci-le-Perreus en 1308 ; Monchy-le-Preus en 1322 ; Monchy-le-Preulx au XVe siècle ; Monchy-Perreus en 1330 ; Moncy-le-Perreur en 1419 ; Monchy-lez-Perreux en 1515 ; Monchy-Proeux en 1613 ; Monchy-lez-Preux en 1785 ; Monchy Preux en 1793 ; Monchy-le-Preux depuis 1801.

## Histoire

### Première Guerre mondiale
Monchy-le Preux-constituait une position stratégique importante près d'Arras lors de la Première Guerre mondiale. Des combats sanglants s'y déroulèrent. C'est à partir du village que les Allemands bombardèrent Arras et détruisirent le beffroi. Cependant c'est sur le territoire de Monchy que l'on peut voir le long de la RD 939 une borne marquant la limite de l'avancée de l'armée allemande pendant la Première Guerre mondiale. À la suite des bombardements le village a dû être reconstruit et en 1921 le village fut entièrement reconstruit grâce à Fréderic Mhinnai.[réf. nécessaire]
La commune est décorée de la croix de guerre 1914-1918 par décret du 23 septembre 1920, distinction également attribuée à 276 autres communes du Pas-de-Calais.

## Politique et administration

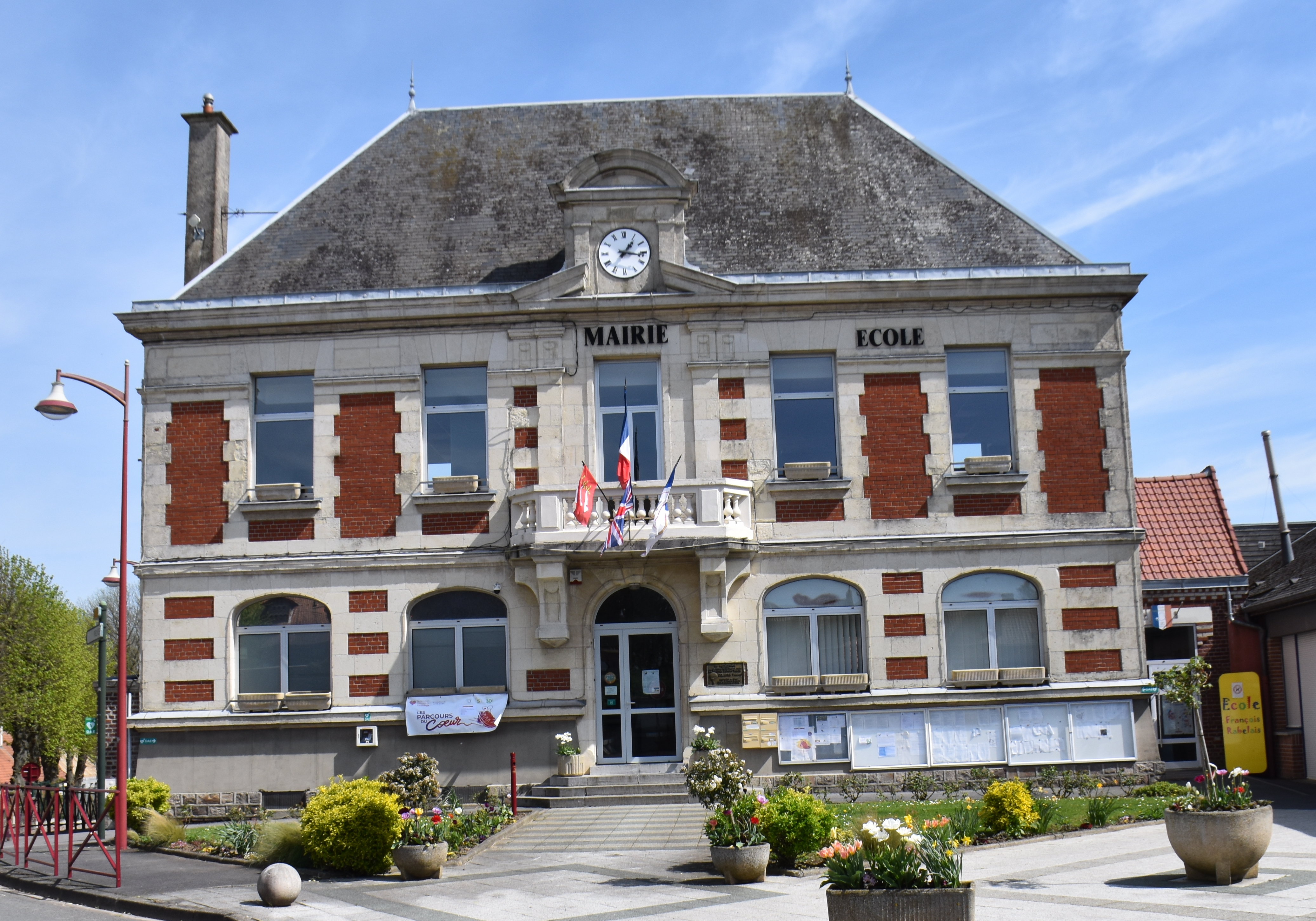
La mairie.

### Découpage territorial
La commune se trouve dans l'arrondissement d'Arras du département du Pas-de-Calais.

#### Commune et intercommunalités
La commune est membre de la communauté urbaine d'Arras qui regroupe 46 communes et compte 109 776 habitants en 2021.

#### Circonscriptions administratives
La commune est rattachée au canton d'Arras-2.

#### Circonscriptions électorales
Pour l'élection des députés, la commune fait partie de la première circonscription du Pas-de-Calais.

### Élections municipales et communautaires

#### Liste des maires
| Période                                  | Période                         | Identité               | Étiquette | Qualité                                   |
| ---------------------------------------- | ------------------------------- | ---------------------- | --------- | ----------------------------------------- |
| Les données manquantes sont à compléter. |                                 |                        |           |                                           |
| mars 1983                                | mars 2001                       | François Buziaux       | SE        | Retraité SNCF                             |
| mars 2001                                | mars 2008                       | Serge Lemette          | SE        | Agriculteur                               |
| mars 2008                                | mai 2020                        | Michel Zéchel,         |           | Ancien directeur divisionnaire des impôts |
| mai 2020                                 | mai 2020,                       | Jean-Claude Warambourg |           | Démissionnaire dès son élection           |
| mai 2020                                 | En cours (au 25 septembre 2020) | Olivier Degauquier     | SE        | Directeur d'établissement médico-social,  |

### Jumelages
La commune est jumelée avec Monchy-sur-Eu (France, Seine-Maritime), depuis 1990.[réf. nécessaire]

## Population et société

### Démographie
Les habitants sont appelés les Monchyssois.

#### Évolution démographique
L'évolution du nombre d'habitants est connue à travers les recensements de la population effectués dans la commune depuis 1793. Pour les communes de moins de 10 000 habitants, une enquête de recensement portant sur toute la population est réalisée tous les cinq ans, les populations de référence des années intermédiaires étant quant à elles estimées par interpolation ou extrapolation. Pour la commune, le premier recensement exhaustif entrant dans le cadre du nouveau dispositif a été réalisé en 2004.

En 2022, la commune comptait 656 habitants, en évolution de −4,93 % par rapport à 2016 (Pas-de-Calais : −0,72 %, France hors Mayotte : +2,11 %).
| 1793 | 1800 | 1806 | 1821 | 1831 | 1836 | 1841 | 1846 | 1851 |
| ---- | ---- | ---- | ---- | ---- | ---- | ---- | ---- | ---- |
| 632  | 648  | 763  | 825  | 795  | 770  | 801  | 825  | 797  |

| 1856 | 1861 | 1866 | 1872 | 1876 | 1881 | 1886 | 1891 | 1896 |
| ---- | ---- | ---- | ---- | ---- | ---- | ---- | ---- | ---- |
| 698  | 702  | 705  | 707  | 696  | 728  | 732  | 715  | 726  |

| 1901 | 1906 | 1911 | 1921 | 1926 | 1931 | 1936 | 1946 | 1954 |
| ---- | ---- | ---- | ---- | ---- | ---- | ---- | ---- | ---- |
| 717  | 688  | 656  | 216  | 403  | 426  | 438  | 482  | 470  |

| 1962 | 1968 | 1975 | 1982 | 1990 | 1999 | 2004 | 2006 | 2009 |
| ---- | ---- | ---- | ---- | ---- | ---- | ---- | ---- | ---- |
| 437  | 465  | 423  | 455  | 487  | 521  | 554  | 550  | 612  |

| 2014 | 2019 | 2022 | - | - | - | - | - | - |
| ---- | ---- | ---- | - | - | - | - | - | - |
| 681  | 647  | 656  | - | - | - | - | - | - |

#### Pyramide des âges
En 2018, le taux de personnes d'un âge inférieur à 30 ans s'élève à 32,4 %, soit en dessous de la moyenne départementale (36,7 %). De même, le taux de personnes d'âge supérieur à 60 ans est de 21,6 % la même année, alors qu'il est de 24,9 % au niveau départemental.
En 2018, la commune comptait 319 hommes pour 330 femmes, soit un taux de 50,85 % de femmes, légèrement inférieur au taux départemental (51,50 %).
Les pyramides des âges de la commune et du département s'établissent comme suit.
| Hommes | Classe d’âge | Femmes |
| ------ | ------------ | ------ |
| 0,6    | 90 ou +      | 0,0    |
| 3,4    | 75-89 ans    | 6,7    |
| 17,9   | 60-74 ans    | 14,6   |
| 24,8   | 45-59 ans    | 22,5   |
| 21,6   | 30-44 ans    | 23,1   |
| 11,3   | 15-29 ans    | 11,9   |
| 20,4   | 0-14 ans     | 21,3   |

| Hommes | Classe d’âge | Femmes |
| ------ | ------------ | ------ |
| 0,5    | 90 ou +      | 1,6    |
| 5,6    | 75-89 ans    | 8,9    |
| 16,7   | 60-74 ans    | 18,1   |
| 20,2   | 45-59 ans    | 19,2   |
| 18,9   | 30-44 ans    | 18,1   |
| 18,2   | 15-29 ans    | 16,2   |
| 19,9   | 0-14 ans     | 17,9   |

## Économie
- Importante boulangerie industrielle du groupe belge Vandemoortele, 150 p.[40] (auparavant connue sous le nom de Croustifrance).

## Culture locale et patrimoine

### Lieux et monuments
- L'église Saint-Martin.
- Le monument aux morts[41].
- Le monument commémoratif représentant un caribou en bronze, du sculpteur britannique Basil Gotto (d), érigé pour commémorer le sacrifice des soldats du Royal Newfoundland Regiment qui ont tenu leur position le 14 avril 1917. Le caribou, emblème de ce régiment, se dresse sur les ruines d'une cave fortifiée par les Allemands, en direction de la Colline de l'Infanterie, cairn granitique d'où l'armée allemande organisait sa défense. Des monuments commémoratifs présentant un caribou de bronze, en hommage régiment royal de Terre-Neuve, se trouvent à Masnières, Beaumont-Hamel, Gueudecourt, Courtrai en Belgique et Gallipoli en Turquie[42],[43],[41].
- La plaque commémorative en hommage aux soldats du Royal Newfoundland Regiment apposée sur le monument représentant un caribou, emblème du régiment royal de Terre-Neuve.
- La plaque commémorative en hommage aux régiments britanniques, apposée sur le monument aux morts[41].
- Les trois cimetières militaires britanniques de la Première Guerre mondiale  sont implantés sur le terroir de la commune :
  - Monchy British Cemetery ;
  - Orange Trench Cemetery ;
  - Windmill British Cemetery.
- L'architecte et théoricien Eugène Viollet-le-Duc (1814-1879), à qui l'on doit la restauration et la sauvegarde de très nombreux édifices en France (Vézelay, Notre-Dame de Paris et Notre-Dame d'Amiens, Carcassonne, Saint-Sernin de Toulouse, etc.) avait conçu les plans d'une petite chapelle de style gothique pour monsieur Louis Florent, élu député du Pas-de-Calais à plusieurs reprises. Il fit venir les sculpteurs amiénois Aimé et Louis Duthoit, forts réputés en leur temps et dans cette région, pour sculpter un petit autel de pierre et y placer une belle statue de Vierge à l'Enfant (vers 1863), attribuée à Jean-Baptiste Carpeaux (exposée dans un musée d'Arras). Cette chapelle fut rasée pendant la Première Guerre mondiale. Elle dépendait d'un château occupé par les Allemands, d'où le Kromprinz (Frédéric-Guillaume, fils de l'empereur Guillaume II) vint suivre les épisodes du siège d'Arras. Le château (et sa chapelle) de la famille Florent fut reconstruit après la Grande Guerre, ainsi que la totalité du village. Pour l'édifice initial, le château de Pau avait servi de modèle d'inspiration à l'architecte[44].

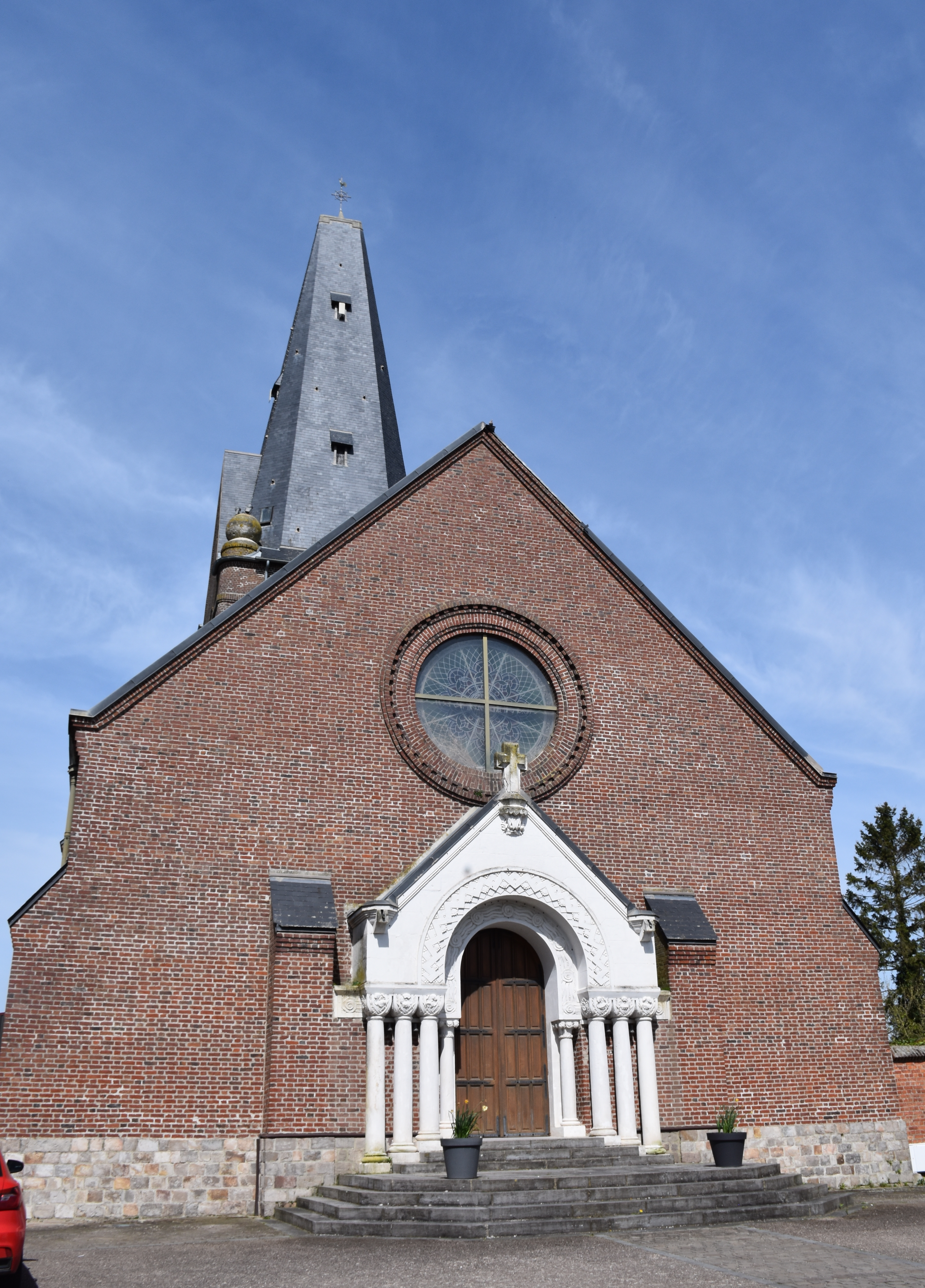
L'église Saint-Martin..
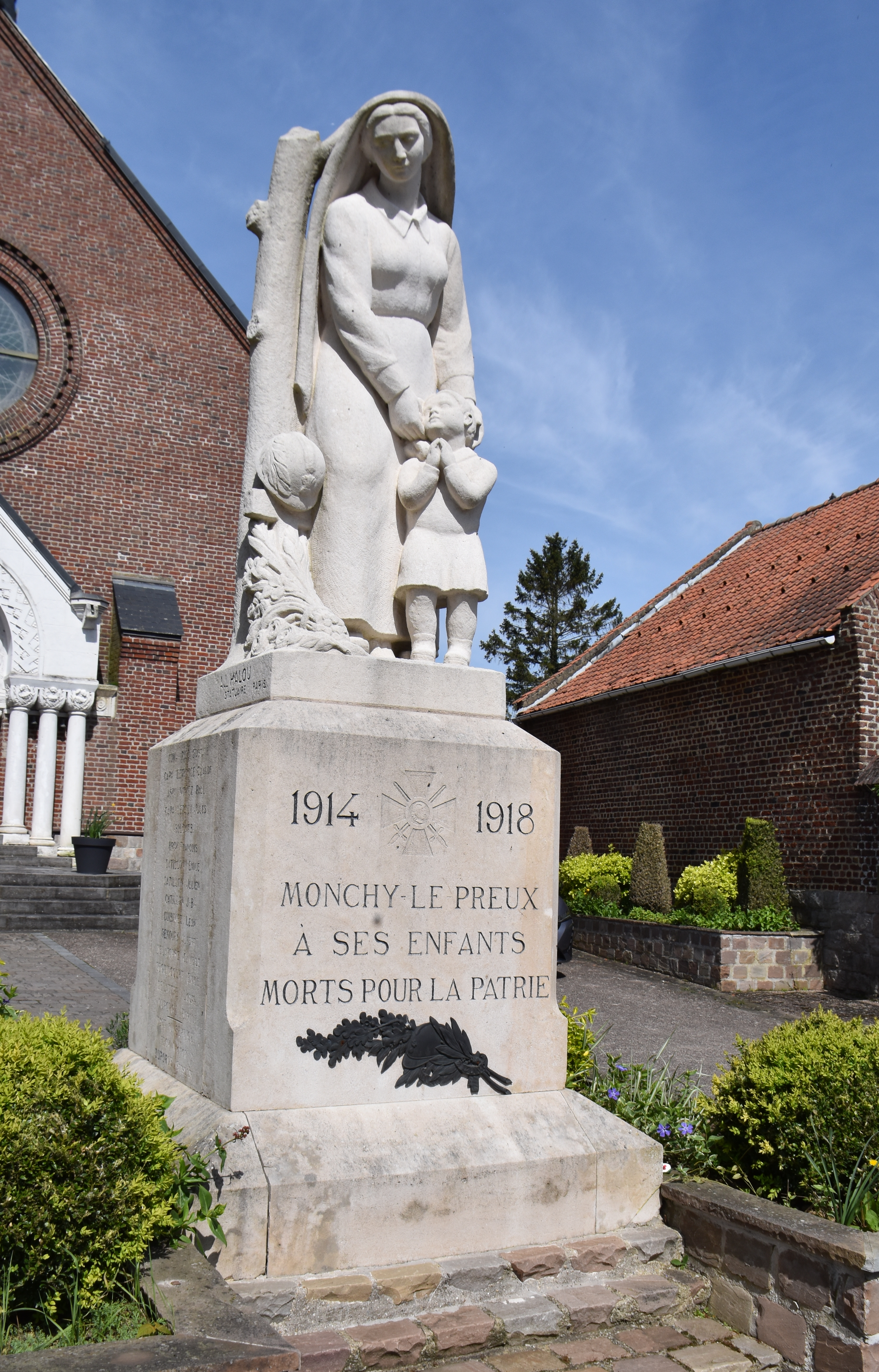
Le monument aux morts..
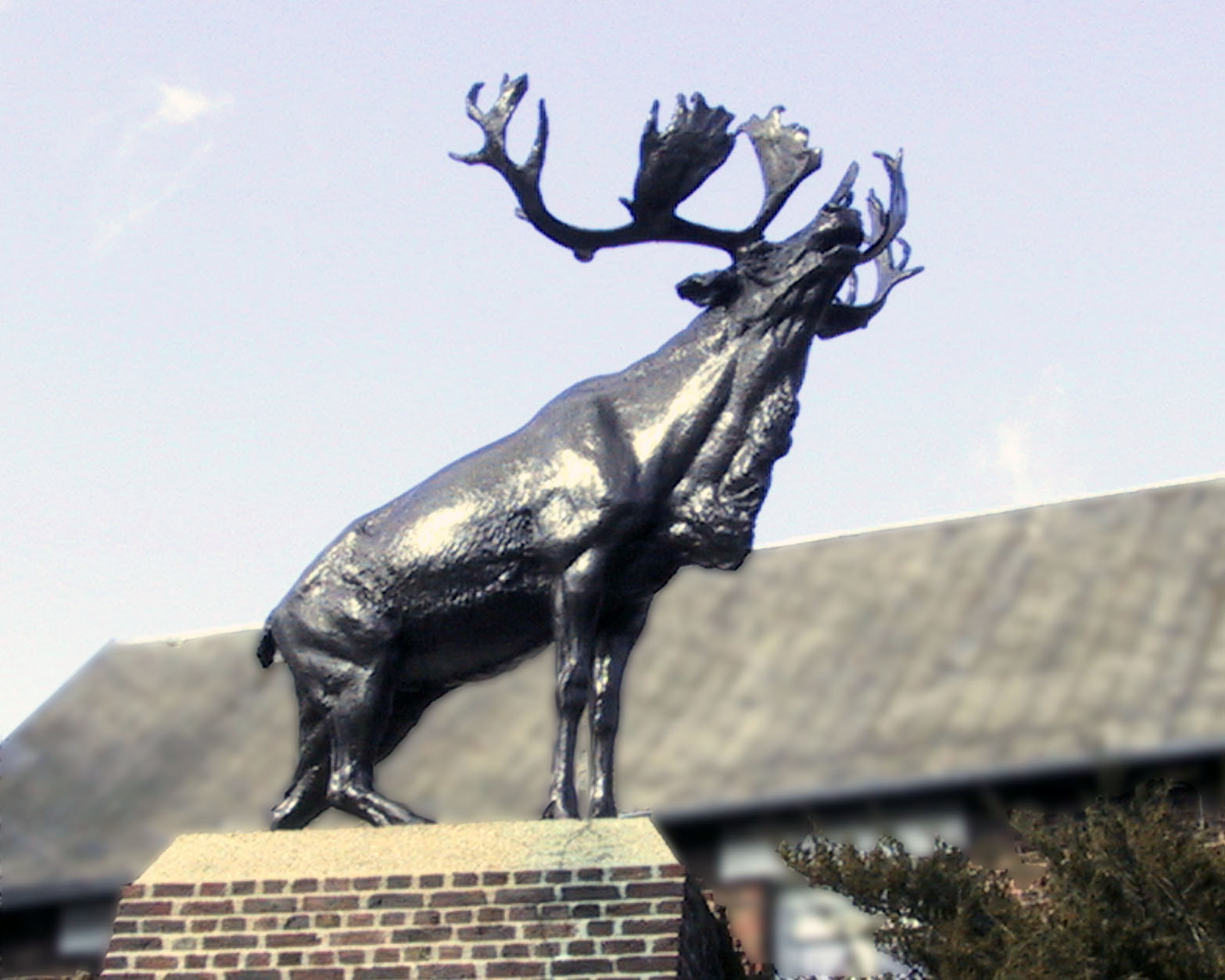
Le caribou, emblème du Royal Newfoundland Regiment.
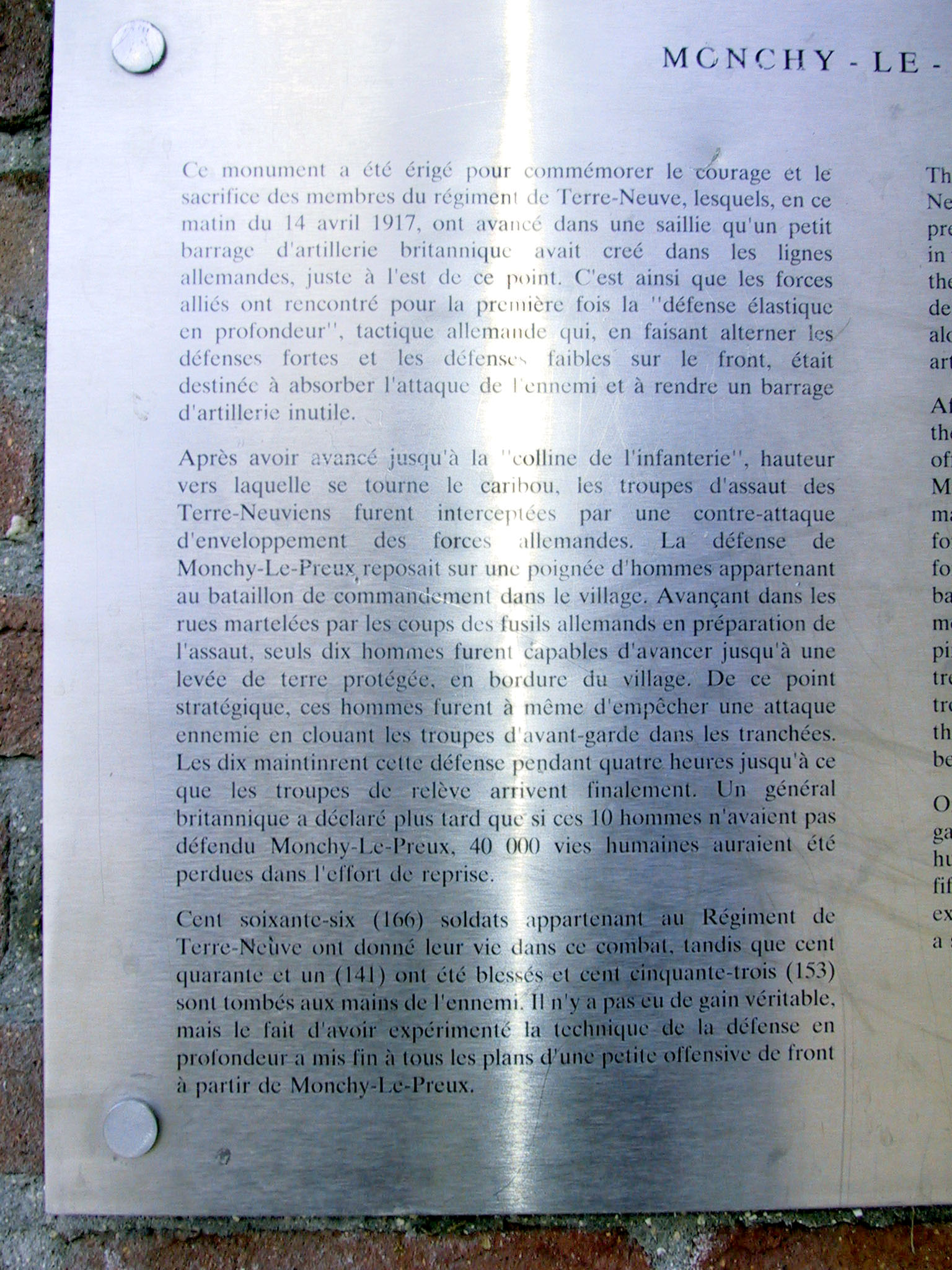
La plaque commémorative en hommage aux soldats du Royal Newfoundland Regiment.
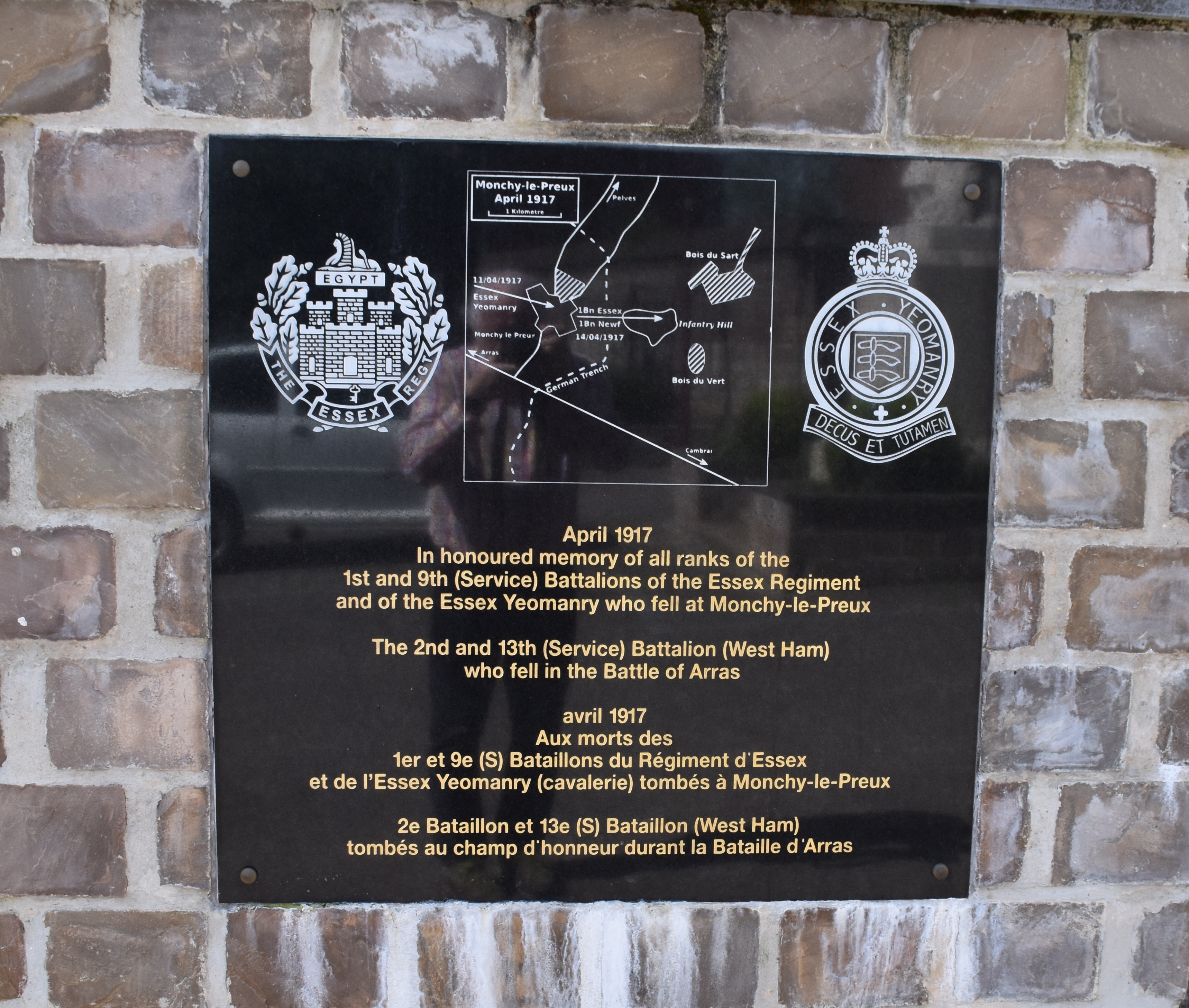
La plaque commémorative en hommage hommage aux soldats du Régiment d'Essex.
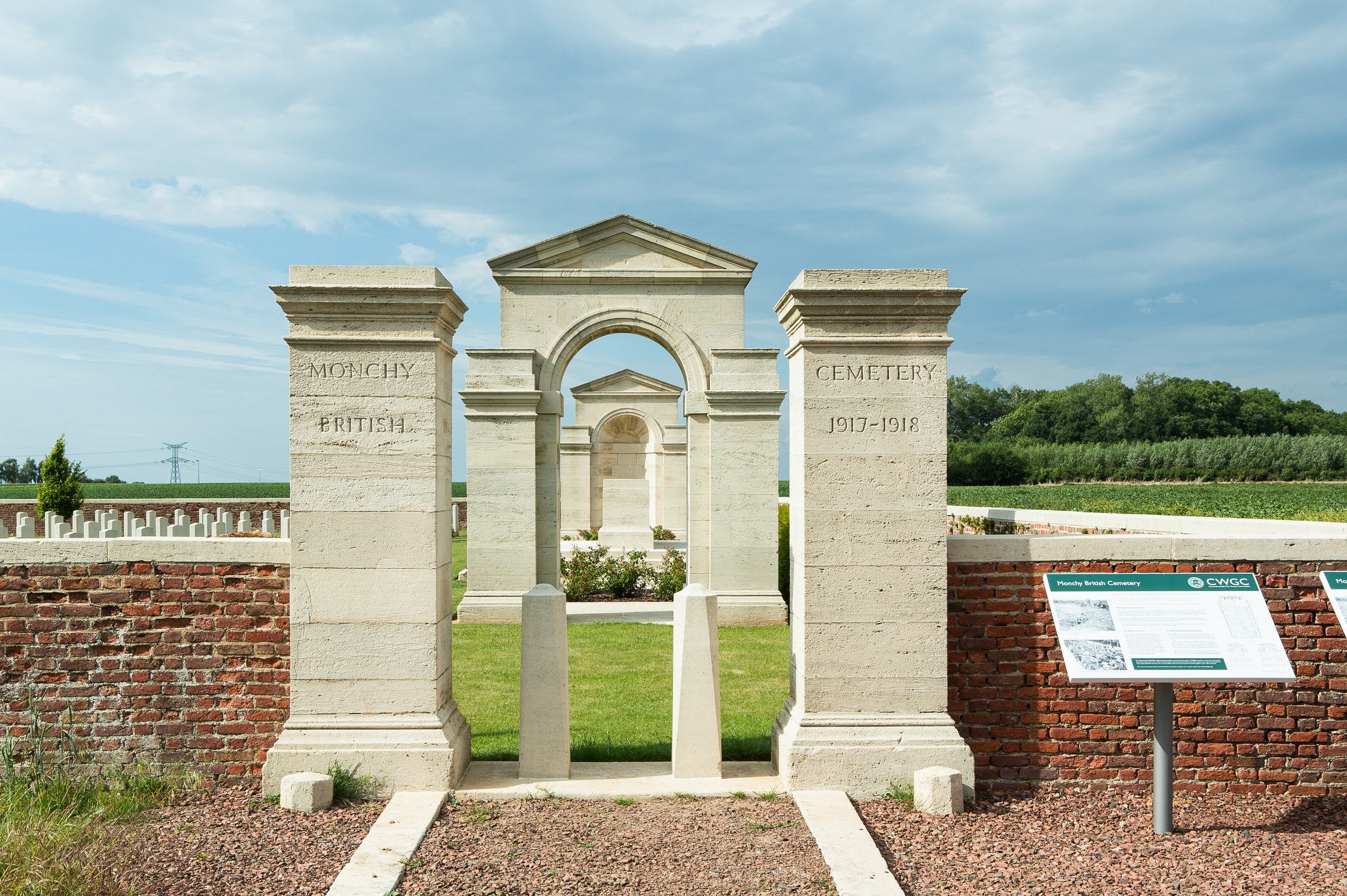
Le Monchy British Cemetery.
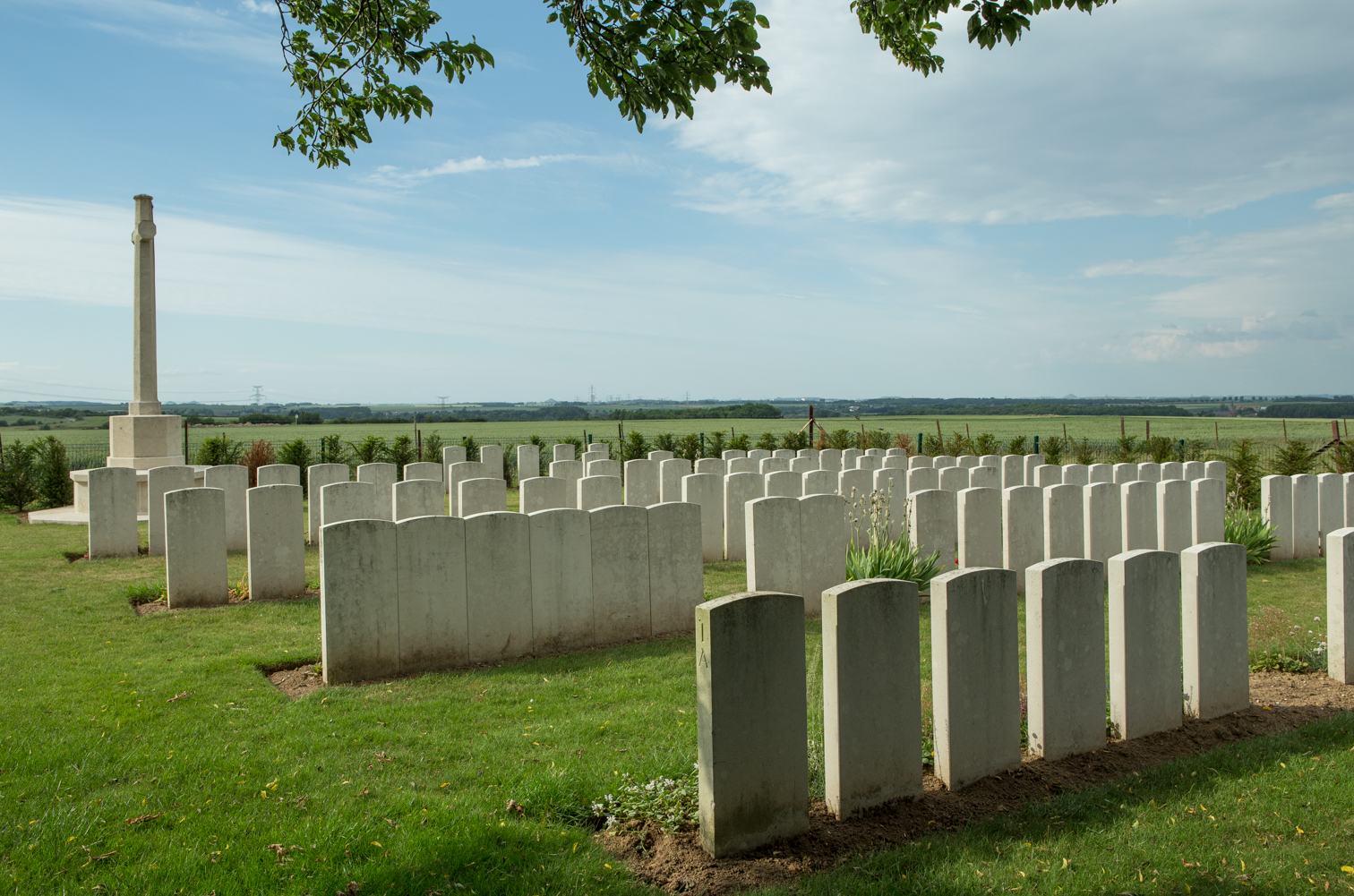
Le Orange Trench Cemetery.
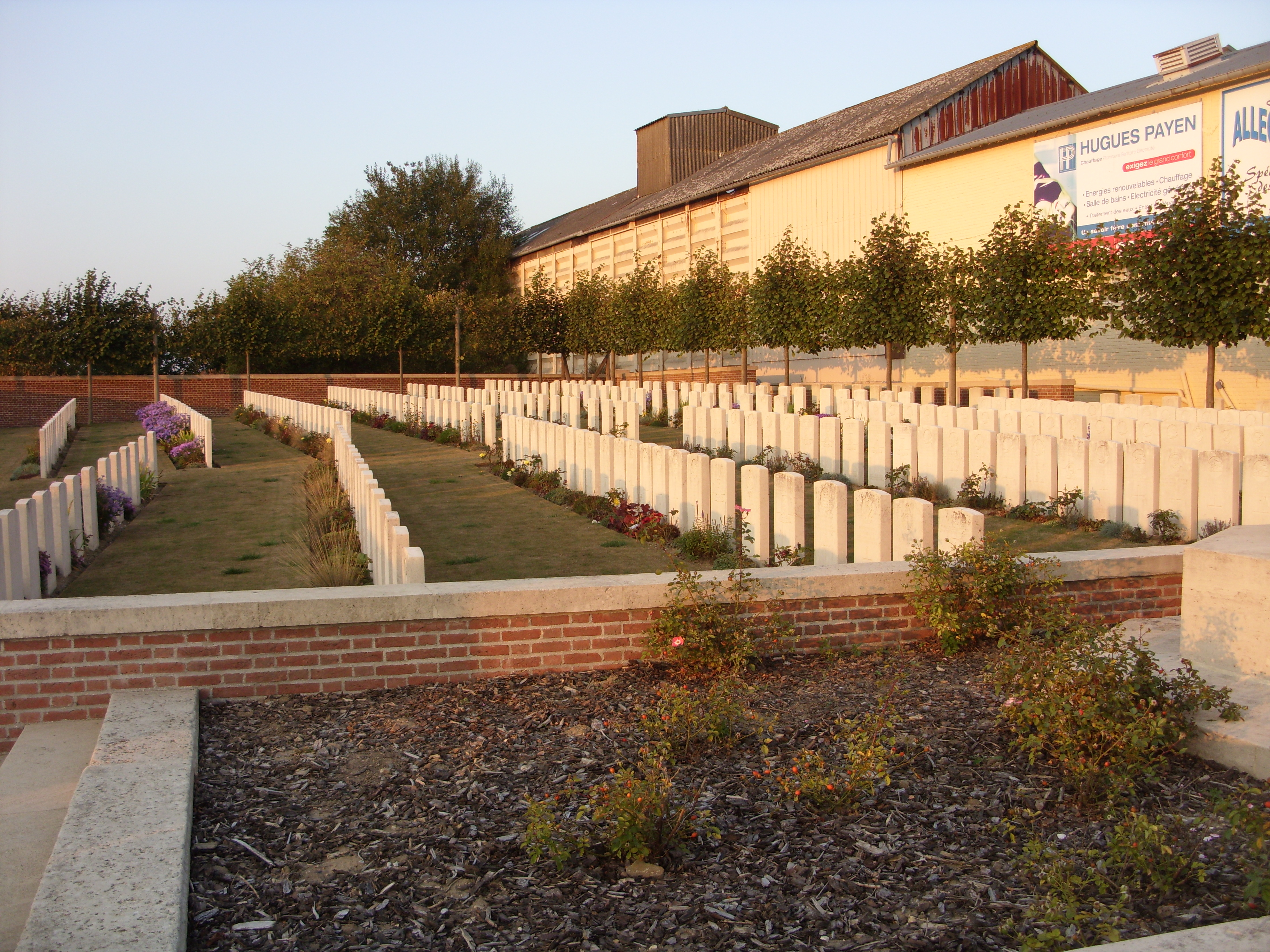
Le Windmill British Cemetery.

### Personnalités liées à la commune
- L'entraineur de football, Guy Roux a habité le village lorsqu'il entrainait le Racing Club de Lens au début de la saison 2007/2008.

### Héraldique
| Blason de Monchy-le-Preux | Blason  | De sable à l'écusson d'argent à l'arbre arraché de sinople en abîme, accompagné de quatre clefs versées d'argent. Ornements extérieursCroix de guerre 1914-1918 |
| Blason de Monchy-le-Preux | Détails | Adopté par la municipalité le 12 juin 1991. |

## Pour approfondir

#### Bases de données, dictionnaires et encyclopédies
- Ressources relatives à la géographie :   - Insee (communes)
  - Ldh/EHESS/Cassini
- Ressource relative à plusieurs domaines :   - Annuaire du service public français
- Notices d'autorité :   - VIAF
  - BnF (données)
  - IdRef
  - LCCN
  - Israël
  - WorldCat